# Flagellospora curvula
Flagellospora curvula är en svampart som beskrevs av Ingold 1942. Flagellospora curvula ingår i släktet Flagellospora och familjen Nectriaceae.   Inga underarter finns listade i Catalogue of Life.